# Challenger de Nonthaburi II 2025
El torneo Nonthaburi Challenger II 2025 fue un torneo de tenis perteneció al ATP Challenger Tour 2025 en la categoría Challenger 75. Se trató de la 12ª edición; el torneo tuvo lugar en la ciudad de Nonthaburi (Tailandia), desde el 6 hasta el 12 de enero de 2025 sobre pista dura al aire libre.

## Jugadores participantes del cuadro de individuales
| Preclasificado | País                                  | Jugador              | Rank1 | Posición en el torneo |
| 1              | Bandera de China Taipéi               | Hsu Yu-hsiou         | 239   | Segunda ronda         |
| 2              | Bandera de Italia                     | Francesco Maestrelli | 242   | Segunda ronda         |
| 3              | Bandera de Venezuela                  | Gonzalo Oliveira     | 245   | Baja                  |
| 4              | Bandera de la República Popular China | Bai Yan              | 255   | Primera ronda         |
| 5              | Bandera de República Checa            | Marek Gengel         | 257   | Primera ronda, retiro |
| 6              | Bandera de la República Popular China | Sun Fajing           | 277   | Primera ronda         |
| 7              | Bandera de Francia                    | Geoffrey Blancaneaux | 279   | Primera ronda         |
| 8              | Bandera de Suiza                      | Rémy Bertola         | 282   | Primera ronda         |

- 1 Se ha tomado en cuenta el ranking del 30 de diciembre de 2024.

### Otros participantes
Los siguientes jugadores recibieron una invitación (wild card), por lo tanto ingresan directamente al cuadro principal (WC):
- Thanapet Chanta
- Maximus Jones
- Wishaya Trongcharoenchaikul

Los siguientes jugadores ingresan al cuadro principal tras disputar el cuadro clasificatorio (Q):
- Kokoro Isomura
- Zdeněk Kolář
- Benoît Paire
- Jakub Paul
- Hikaru Shiraishi
- Yusuke Takahashi

## Campeones

### Individual Masculino
- Rio Noguchi derrotó en la final a  Cui Jie por 7–6(9), 6–2

### Dobles Masculino
- Ray Ho /  Neil Oberleitner derrotaron en la final a  Daniel Cukierman /  Joshua Paris por 6–4, 7–6(5)